# Хавронина, Серафима Алексеевна
Серафима Алексеевна Хавронина (род. 1930) — советский и российский ученый, специалист в области лингводидактики, в том числе преподавания русского языка как иностранного, кандидат педагогических наук, профессор.

## Образование
В 1953 году окончила филологических факультет Московский государственный университет им. М.В. Ломоносова, специальность "Русский язык, логика и психология". В 1954—1957 гг. обучалась в аспирантуре кафедры русского языка филологического факультета альма-матер. В 1985 г.  защитила диссертацию на соискание учёной степени кандидата педагогических наук по специальности 13.00.02: Теория и методика обучения и воспитания (по областям и уровням образования), тема: Лингводидактические основы обучения студентов-иностранцев порядку слов в русском языке".

## Преподавательская деятельность
В 1958—1960 гг. преподавала русский язык в Московском государственном педагогическом институте иностранных языков им. Мориса Тореза, а также на подготовительном факультете МГУ им. М. В. Ломоносова.
Преподавала в Университете Копенгагена (1968—1969), а также в качестве преподавателя и методиста работала в Болгарии, Венгрии, Германии, Италии, Польше, Румынии, Чехословакии.
С 1960 года по настоящее время работает в Российском университете дружбы народов им. П. Лумумбы: старший преподаватель, доцент кафедры русского языка (1960—1990). Научный консультант факультета повышения квалификации преподавателей русского языка как иностранного (1972—2007).
С 1990 г. по настоящее время — профессор кафедры русского языка и методики его преподавания филологического факультета.

## Научная деятельность
Профессор С. А. Хавронина является автором более 100 научных, научно- и учебно-методических работ (монографий, статей в отечественных и зарубежных статусных научных журналах, учебников и учебных пособий), посвященных лингводидактике, проблемам преподавания русского языка как иностранного. Индекс Хирша — 8.
Написала первую в отечественной практике программу курса «Методика преподавания русского языка иностранцам» (1973,1977, 2002 гг.), разработала лекционный курс «Методика преподавания русского языка иностранцам».

## Избранные труды
Хавронина С. А., Широченская А. И. Русский язык в упражнениях. 19-е издание на английском языке. — М.: Русский язык. Курсы, 2016. — 384 с.
Хавронина С. А., Казныщкина И. В. Всему свое время. — М.: Русский язык. Курсы, 2015. — 216 с.
Хавронина С. А. Говорите по-русски. — М.: Дрофа, 2014. — 319 с.
Хавронина С. А., Харламова Л. А., Казнышкина И. В. Практический курс русского языка для работников сервиса. —  М.: Русский язык. Курсы, 2014. — 304 с.
Хавронина С. А., Харламова Л. А. Русский язык. Лексико-грамматический курс для начинающих. — М.: Дрофа, 2014. — 576 с.

## Награды
- Орден Дружбы (7 февраля 1995) — за большой вклад в подготовку высококвалифицированных многонациональных кадров и заслуги в укреплении и развитии международных связей в области науки и высшего образования
- Медаль А. С. Пушкина (1999, Международная ассоциация преподавателей русского языка и литературы)[6];
- Медаль Дружбы (2010, Вьетнам).